# Джон Стюарт, 3-й граф Б'ют
Джон Стюарт, 3-й граф Б'ют (англ. John Stuart, 3rd Earl of Bute, 25 травня 1713 — 10 березня 1792) — шотландський дворянин та британський державний діяч, 7-й прем'єр-міністр Великої Британії (з 1762 до 1763 року), перший шотландець на посту прем'єр-міністра після акту про Союз 1707 року.

## Біографія
Джон Стюарт 3-й граф Б'ют — представник однієї з молодших гілок дому Стюартів (так звані Стюарти з Б'юта), був близьким родичем клану Кемпбелл, його мати була дочкою Арчібальда Кемпбелла, 1-го герцога Аргайл. Після смерті свого батька, Джеймса Стюарта, 2-го графа Б'юта, у 1723 році Джон стає новим правителем графства Б'ют, названого на честь однойменного острова (шотл. гел. Eilean Bhòid).
У період з 1720 до 1728 року Джон навчався в Ітонському коледжі, потім, з 1728 до 1732 року — у Лейденському університеті (Нідерланди), після завершення якого отримав ступінь з цивільного та публічного права.
24 серпня 1736 року Джон Стюарт одружився з Мері Вортлі Монтегю, дочкою Едварда й Мері Вортлі Монтегю.
У 1737 році Джон Стюарт був обраний представником шотландських перів, але оскільки Джон не займався у палаті лордів активною діяльністю, представником його у 1741 році не переобрали. Згодом Джон Стюарт повернувся до Шотландії, де упродовж кількох років, займався управлінням своїми володіннями й ботанікою.
Після якобітського повстання 1745 року Б'ют переїхав у Вестмінстер (Лондон), де за два роки познайомився з Фредериком Луїсом, принцом Уельським, і став його найближчим сподвижником. Після смерті Фредерика у 1751 році, Джон Стюарт залишається вихователем його сина — Георга Вільгельма Фредерика, й радником родини при регенті — вдові Фредерика, Августі Саксен-Готській, про таємний зв'язок якої з графом Б'ют ходили необґрунтовані чутки.

### Прем'єр-міністр
Коли у 1760 році Георг став королем Великої Британії, Джон Стюарт мав на свого учня чималий вплив. Б'ют, будучи прибічником партії торі, виховував у цих самих принципах Георга, в результаті чого, з перших днів свого правління, Георг III наважився зламати силу візької партії. В результаті на пост голови уряду було призначено Джона Стюарта.
Дії Стюарта на посту прем'єр-міністра відомі введенням додаткових податків, зокрема Білль про сидр (англ. Cider Bill) 1763 року. Вважається, що під час Семирічної війни Стюарт проводив таємні перемовини з французами. Після укладення Паризької мирної угоди 1763 року Джон Стюарт, граф Б'ют під тиском візької опозиції та в результаті широкого невдоволення мас його податковою політикою був змушений піти у відставку. При цьому Б'ют залишався у палаті лордів аж до 1780 року.
Решту життя Джон Стюарт провів у своєму маєтку в Гемпширі на півдні Англії, де знову повернувся до своїх досліджень з ботаніки. До того ж Б'ют зайнявся меценатством, він допомагав письменникам і художникам, серед яких були Семюел Джонсон, Тобіас Смоллетт, Роберт Адам, Вільям Робертсон і Джон Гілл.
Джон Стюарт, 3-й граф Б'ют помер 10 березня 1792 року, й був похований у Розесеї, на острові Б'ют.

## Родина
У Джона Стюарта й Мері Вортлі Монтегю було одинадцять дітей, з них п'ять синів і шість дочок:
- Мері (1741—1824); з 1761 дружина Джеймса Лоутера (англ. James Lowther, надалі 1-го графа Лонсдейла (англ. the 1st Earl of Lonsdale).
- Джон (1744—1814), 1-й маркіз Б'ют.
- Анна (1745—?), з 1764 року дружина лорда Вакворта, надалі 2-го герцога Нортумберленда.
- Джеймс Арчібальд (1747—1818)
- Оґаста (1748-1778) - дружина Ендрю Корбетта
- Джейн (1748—1828), з 1768 року дружина Джорджа Макартні, надалі 1-го графа Макартні.
- Фредерік (1751–1802) - політик.
- Чарльз (1753—1801).
- Вільям (1755—1822).
- Кароліна (1756—1813), з 1778 року дружина Джона Довсона (англ. John Dawson, надалі 1-го графа Портарлінґтона (англ. the 1st Earl of Portarlington))
- Леді Луїза Стюарт (1757—1851) — письменниця та світська дама.